# Cynanchum northropiae
Cynanchum northropiae är en oleanderväxtart som först beskrevs av Rudolf Schlechter, och fick sitt nu gällande namn av Brother Alain. Cynanchum northropiae ingår i släktet Cynanchum och familjen oleanderväxter. Inga underarter finns listade i Catalogue of Life.